# Hoàng thảo Trung Bộ
Hoàng thảo Trung Bộ (danh pháp: Dendrobium annamense) là một loài thực vật có hoa trong họ Lan. Loài này được Rolfe mô tả khoa học đầu tiên năm 1906.